# Пятнистый рябок
Пятнистый рябок (Pterocles burchelli) — вид птиц из семейства рябковых. Видовое латинское название дано в честь английского натуралиста Уильяма Берчелла (1781—1863).
Вид распространён в Южной Африке. Встречается в Анголе, Ботсване, Намибии, ЮАР, Замбии и Зимбабве. Живёт в засушливых и полузасушливых районах.
Оперение тела светло-коричневое, пёстрое с тёмными полосами и белыми пятнышками. У самцов вокруг глаз голая жёлтая кожа, а щёки и горло бледно-серые. Длина тела самцов до 25 см, длина тела самок немного меньше.
Живёт на открытых участках с каменистыми почвами, полузасушливых участках на краях пустынь, равнинах без деревьев. Вне сезона размножения случается многочисленными стаями. Питается семенами, реже травами, листьями, почками, цветами. Глотает песок и мелкие камешки, чтобы улучшить пищеварение. Размножение происходит в период с февраля по сентябрь. Образует моногамную пару. Спариванию предшествует ухаживание самца. Гнездо — неглубокая ямка в грунте между травами или под кустом, выстлана кусочками высушенной растительности. В кладке два—три яйца. Оба пола поочередно насиживают кладку в течение примерно 24 дня. Птенцы с родителями покидают гнездо через несколько часов после вылупления. Примерно за месяц они оперяются и могут летать.